# Skunk Anansie
Skunk Anansie är ett brittiskt rockband med medlemmarna Skin (Deborah Dyer), Cass (Richard Lewis), Ace (Martin Kent) och Mark Richardson. 
Gruppen bildades 1994 och upplöstes 2001, för att återförenas igen 2009. Gruppens namn är hämtat från de västafrikanska folksagorna om spindelmannen Anansie, med tillägget "Skunk" för att "göra namnet mera grymt". Inledningsvis klassades Skunk Anansies musik ofta som britrock, men gruppens musik bör betecknas som "vassare" och mer energisk med tydliga punk-, funk- och hårdrocksinfluenser. 
Bandet har fått lika mycket uppmärksamhet för sin musik och sina politiska texter som för frontkvinnan Skins uppenbarelse – öppet lesbisk, med rakat huvud och en karaktäristisk röst är hon gruppens självklara centrum. 
Skunk Anansie utsågs till bästa brittiska band av musiktidningen Kerrang 1995 i samband med att debutalbumet Paranoid & Sunburnt släpptes. De följande sex åren turnerade gruppen intensivt och släppte två album till innan de splittrades 2001. 
Efter gruppens splittring gjorde sångerskan Skin solokarriär. 2009 återförenades gruppen.

## Medlemmar
Nuvarande medlemmar
- Skin (Deborah Ann Dyer) – sång, gitarr, theremin (1994–2001, 2009–)
- Cass (Richard Keith Lewis) – basgitarr, gitarr, bakgrundssång (1994–2001, 2009–)
- Ace (Martin Ivor Kent) – gitarr, bakgrundssång (1994–2001, 2009–)
- Mark Richardson – trummor, percussion, bakgrundssång (1995–2001, 2009–)

Tidigare medlemmar
- Robbie France – trummor, percussion (1994–1995; död 2012)

## Diskografi
Studioalbum
- Paranoid & Sunburnt (1995)
- Stoosh (1996)
- Post Orgasmic Chill (1999)
- Wonderlustre (2010)
- Black Traffic (2012)
- Anarchytecture (2016)
- The Painful Truth (2025)

Livealbum
- An Acoustic Skunk Anansie - (Live in London) (2013)

Samlingsalbum
- Smashes and Trashes (2009)

Singlar (topp 50 på UK Singles Chart)
- "Selling Jesus" (1995) (#46)
- "I Can Dream" (1995) (#41)
- "Charity" (1995) (#40)
- "Weak" (1996) (#20)
- "All I Want" (1996) (#14)
- "Twisted (Everyday Hurts)" (1997) (#26)
- "Hedonism (Just Beacause You Feel Good)" (1997) (#13)
- "Brazen (Weep)" (1997) (#11)
- "Charlie Big Potato" (1999) (#17)
- "Secretly" (1999) (#33)